# Jacek Czaputowicz

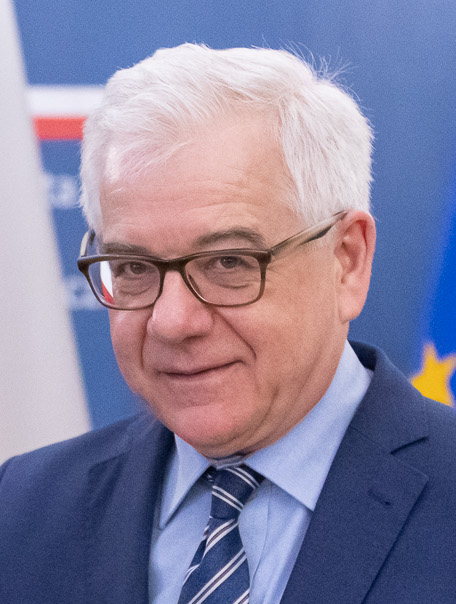
Jacek Czaputowicz (2019)

Jacek Krzysztof Czaputowicz (* 30. Mai 1956 in Warschau) ist ein polnischer Politiker (parteilos). Im Kabinett Morawiecki I war seit Ende 2017 Vize-Außenminister Polens und vom 9. Januar 2018 bis 26. August 2020 Außenminister.

## Bildung
Czaputowicz studierte in den Jahren 1980–1983 Geographie an der Universität Warschau und schloss sein Studium an der Fakultät für Wirtschafts- und Sozialwissenschaften der Planungs- und Statistikhochschule in Warschau (heute SGH) im Jahr 1986 ab. In den Jahren 1992–1993 nahm er an einem Programm für Diplomaten an der Oxford University teil. Im Jahr 1997 promovierte er zum Doktor der Geisteswissenschaften am Institut für Politikwissenschaft der Polnischen Akademie der Wissenschaften. Seine Habilitation folgte im Jahr 2008 an der Universität Warschau. Im Jahr 2016 wurde ihm der Titel Professor der Sozialwissenschaften verliehen.

## Kampf gegen den Kommunismus
Seit 1978 arbeitete Czaputowicz mit dem Komitet Samoobrony Społecznej KOR, und dem Studencki Komitet Solidarności (dt. Studentisches Komitee der Solidarność) in Warschau zusammen. In den Jahren 1978–1980 leitete er eine Bibliothek für illegale Drucksachen und wurde mehrfach für seine Untergrundaktivitäten verhaftet. Er war einer der Gründer des Unabhängigen Studentenverbands (Niezależne Zrzeszenie Studentów – NZS) im September 1980. Am 13. Dezember 1981 wurde er interniert und erst im November 1982 wieder entlassen. Anschließend engagierte er sich weiterhin in der im Untergrund aktiven NZS.
Im April 1985 war er einer der Mitgründer der Bewegung Wolność i Pokój (WiP, dt. Freiheit und Frieden). Im Februar 1986 wurde er wegen seiner Mitarbeit in der WiP erneut inhaftiert und kam im September desselben Jahres im Zuge einer Amnestie frei. Er war zudem für die internationalen Kontakte der WiP verantwortlich, u. a. mit der Opposition in der DDR, der Tschechoslowakei und Ungarn. Einer der Initiatoren und Unterzeichner des KSZE-Abkommens von Helsinki.
Im Dezember 1988 wurde er Mitglied des Bürgerkomitees Komitet Obywatelski „Solidarność“. Damals forderte er öffentlich den Rückzug des sowjetischen Militärs, die Einführung der Demokratie in Polen und die Vereinigung von Ost- und Westeuropa.

## Berufliche Karriere
Jacek Czaputowicz ist seit 1990 im Außenministerium tätig. Zunächst war er stellvertretender und anschließend leitender Direktor der Abteilung für Konsularfragen und Auswanderung (1990–1992). Zwischen 1998 und 2006 war er stellvertretender Leiter des öffentlichen Dienstes. In den Jahren 2006–2008 hatte er das Amt des Direktors der Abteilung für außenpolitische Strategie und Planung im polnischen Außenministerium inne. Von 2008 bis 2012 war er als Direktor der Staatlichen Schule für öffentliche Verwaltung tätig. Zwischen Januar und September 2017 leitete er die Diplomatische Akademie des polnischen Außenministeriums. Zu jener Zeit wurde er zudem Ratsmitglied des Polnischen Instituts für Internationale Beziehungen. Am 15. September 2017 wurde er von der damaligen polnischen Ministerpräsidentin Beata Szydło zum Unterstaatssekretär für Rechts- und Vertragsfragen im polnischen Außenministerium berufen. Am 9. Januar 2018 folgte die Berufung zum Außenminister der Regierung von Mateusz Morawiecki.
Czaputowicz trat im August 2020 zurück.

## Ausgewählte Publikationen
- System czy nieład? Bezpieczeństwo europejskie u progu XXI wieku, 1998.
- Teorie stosunków międzynarodowych: krytyka i systematyzacja, 2007.
- Bezpieczeństwo międzynarodowe. Współczesne koncepcje, 2012.
- Suwerenność, 2013.
- International Relations in Poland. 25 Years After the Transition to Democracy (Mitverfasser), 2017.
- The Importance of the Helsinki Process for the Opposition in Central and Eastern Europe and the Western Peace Movements in the 1980s (Mitverfasser), 2018.
- Teorie integracji europejskiej, 2018.

## Positionen
Er vertritt die Ansicht, dass die polnische Forderung nach Reparationen von Deutschland für die Schäden und Opfer des Zweiten Weltkrieges berechtigt ist. Jacek Czaputowicz engagierte sich während seiner Amtszeit für den historischen Dialog zwischen Polen und Deutschland. Czaputowicz ist, wie die gesamte polnische PiS-Regierung, ein Gegner der Pipeline Nord Stream 2.
2023 kritisierte er die Außenpolitik des Kabinetts Morawiecki: Polen sei international isoliert, überdies habe Warschau einen Konflikt der Führung in Kiew hervorgerufen. Es sei eine „Politik der Hyänen und Schakale“. Er warf der PiS vor, rechtsstaatliche Prinzipien verletzt zu haben, das polnische Verfassungsgericht erfülle nicht seine Aufgabe, über die Einhaltung der Verfassung zu wachen.

## Kritik
Laut dem Spiegel soll Jacek Czaputowiczs Tochter, Magdalena Czaputowicz, 2018 bei einem der stellvertretenden Generalsekretäre der Fraktion der Europäischen Konservativen und Reformer (EKR) im Europäischen Parlament gearbeitet haben und dort immer noch arbeiten. Der PiS-Regierung wird dabei vorgeworfen, Verwandte von Spitzenpolitikern zu bevorzugen. Aus Dokumenten auf den Webseiten des Europäischen Parlaments geht hervor, dass Magdalena Czaputowicz bereits im Jahr 2016 im EP tätig war; Jacek Czaputowicz wurde hingegen erst im Januar 2018 zum Außenminister ernannt.